# شاون لوی
شاون لوی (به انگلیسی: Shawn Levy)  کارگردان فیلم، تهیه‌کننده فیلم، بازیگر و بنیانگذار کمپانی ۲۱ لامپسن اینترتایمنت کانادایی است. او در ژانرهای مختلف کار کرده‌است و شاید بیشتر به عنوان کارگردان مجموعه فیلم‌های «شب در موزه» و تهیه‌کننده اصلی سریال «چیزهای عجیب» از نتفلیکس شناخته می‌شود.
از سال ۲۰۱۶، لوی تهیه‌کننده اجرایی سریال اصلی نتفلیکس چیزهای عجیب بوده‌است. او قسمت سوم و چهارم هر یک از چهار فصل سریال را کارگردانی کرده‌است.

## زندگی شخصی
لوی و همسرش سرنا لوی چهار دختر با هم دارند. پس از سال‌ها زندگی در لس آنجلس، خانواده لوی در اوایل دهه ۲۰۲۰ به منهتن نقل مکان کردند.

## فیلم‌شناسی

### سینما
| سال  | عنوان                       | کارگردان | تهیه‌کننده |
| ---- | --------------------------- | -------- | --------- |
| ۱۹۹۷ | آدرس ناشناس                 | آری      | نه        |
| ۱۹۹۷ | سر وقت                      | آری      | نه        |
| ۲۰۰۲ | دروغگوی چاق گنده            | آری      | نه        |
| ۲۰۰۳ | تازه ازدواج‌کرده             | آری      | نه        |
| ۲۰۰۳ | دوجینش ارزان‌تر است          | آری      | نه        |
| ۲۰۰۶ | پلنگ صورتی                  | آری      | نه        |
| ۲۰۰۶ | شب در موزه                  | آری      | آری       |
| ۲۰۰۹ | شب در موزه: نبرد اسمیتسونین | آری      | آری       |
| ۲۰۱۰ | شب قرار                     | آری      | آری       |
| ۲۰۱۱ | پولاد ناب                   | آری      | آری       |
| ۲۰۱۳ | کارآموزی                    | آری      | آری       |
| ۲۰۱۴ | اینجا شما را ترک می‌کنم      | آری      | آری       |
| ۲۰۱۴ | شب در موزه: راز مقبره       | آری      | آری       |
| ۲۰۲۱ | مرد آزاد                    | آری      | آری       |
| ۲۰۲۲ | پروژه آدم                   | آری      | آری       |
| ۲۰۲۴ | ددپول ۳                     | آری      | نه        |

### سریال
- چیزهای عجیب